# Shūsuke Yonehara
Shūsuke Yonehara (japanisch 米原 秀亮 Yonehara Shūsuke; * 20. April 1998 in Uki) ist ein japanischer Fußballspieler.

## Karriere
Yonehara erlernte das Fußballspielen in der Jugendmannschaft von Roasso Kumamoto. Seinen ersten Vertrag unterschrieb er 2017 bei Roasso Kumamoto. Der Verein spielte in der zweithöchsten Liga des Landes, der J2 League. Für den Verein absolvierte er 30 Ligaspiele. 2019 wechselte er zum Erstligisten Matsumoto Yamaga FC. Am Ende der Saison 2019 stieg der Verein in die zweite Liga ab. Nach Ende der Saison 2021 belegte er mit dem Verein aus Matsumoto den letzten Tabellenplatz und musste in die dritte Liga absteigen. Im August 2022 wechselte er bis Saisonende 2022 zum Zweitligisten Ventforet Kofu. Für den Klub aus Kōfu bestritt er ein Ligaspiel.